# When I Come Around
When I Come Around is de vijfde single van Green Day en onderdeel van het derde studioalbum, Dookie. Het nummer is geschreven door Billie Joe Armstrong. Het werd wereldwijd bekend en het bereikte in Nederland tweemaal de 33ste positie. In juni 1995 werd het een single. De videoclip is geregisseerd door Mark Kohr, die ook al de clip van Basket Case regisseerde. In het nummer lopen de leden van Green Day door een stad en zien verschillende mensen voorbijkomen met hun eigen dagelijkse activiteiten.

## Hitnotering

### NederlandseSingle Top 100
| Hitnotering: 01-07-1995 t/m 12-08-1995 | Hitnotering: 01-07-1995 t/m 12-08-1995 | Hitnotering: 01-07-1995 t/m 12-08-1995 | Hitnotering: 01-07-1995 t/m 12-08-1995 | Hitnotering: 01-07-1995 t/m 12-08-1995 | Hitnotering: 01-07-1995 t/m 12-08-1995 | Hitnotering: 01-07-1995 t/m 12-08-1995 | Hitnotering: 01-07-1995 t/m 12-08-1995 | Hitnotering: 01-07-1995 t/m 12-08-1995 |
| Week:                                  | 1                                      | 2                                      | 3                                      | 4                                      | 5                                      | 6                                      | 7                                      |                                        |
| -------------------------------------- | -------------------------------------- | -------------------------------------- | -------------------------------------- | -------------------------------------- | -------------------------------------- | -------------------------------------- | -------------------------------------- | -------------------------------------- |
| Positie:                               | 47                                     | 42                                     | 36                                     | 33                                     | 33                                     | 38                                     | 50                                     | uit                                    |

### NPO Radio 2 Top 2000
| Nummer met noteringen in de NPO Radio 2 Top 2000 | '14  | '15  | '16  | '17  | '18  | '19  | '20  | '21  | '22  | '23  | '24  |
| ------------------------------------------------ | ---- | ---- | ---- | ---- | ---- | ---- | ---- | ---- | ---- | ---- | ---- |
| When I Come Around                               | 1794 | 1552 | 1763 | 1650 | 1563 | 1469 | 1673 | 1846 | 1720 | 1859 | 1913 |

1. ↑  Een vetgedrukt getal geeft de hoogste notering aan.
2. ↑  2014 was het eerste jaar met een notering voor dit nummer.